# Завод азотних добрив у Шахджаханпурі
Завод азотних добрив у Шахджаханпурі – підприємство індійської хімічної промисловості, яке знаходиться у штаті Уттар-Прадеш та належить Krishak Bharati Cooperative Limited (KRIBHCO).
Завод почав роботу в 1995 році. Він може випускати 1520 тон аміаку та 2620 тон сечовини на добу, при цьому номінальна річна потужність рахується як 502 тисячі тон аміаку та 864 тисячі тон сечовини. Фактичне виробництво може суттєво перевищувати цей показник, наприклад, у 2014/2015 бюджетному році підприємство випустило 1050 тисяч тон сечовини. 
Як сировину для виробництва аміаку використовують природний газ, що надходить по трубопроводу Аурая – Дадрі.